# Гусев, Владимир Геннадьевич
Владимир Геннадьевич Гусев (17 ноября 1939, Казань — 25 октября 2020) — советский хоккеист, советский и российский тренер, мастер спорта СССР, Заслуженный тренер России, Заслуженный работник физической культуры Республики Татарстан, Заслуженный тренер Республики Татарстан.

## Биография
Родился 17 ноября 1939 года в городе Казань.
Играл на позиции нападающего в командах «СК им. Урицкого» (Казань) в 1958—1959, 1963—1964, 1966—1970 гг., «СКВО/СКА» (Куйбышев) в 1959—1963 гг., «Вымпел» (Минск) в 1964—1965 гг., «Крылья Советов» (Москва) в 1964—1965 гг., «Торпедо» (Минск) в 1965—1966 гг.
Чемпион РСФСР 1961..
В 1973 году окончил Тольяттинский политехнический институт.
За свою карьеру забросил более 150 шайб.

## Тренерская карьера
По окончании карьеры игрока тренировал детские и молодёжные команды в системе СК им. Урицкого, в 1991 годы был назначен тренером ХК «Итиль», в июле 1992 стал сначала исполняющим обязанности, а затем и главным тренером клуба. Однако после ряда неудачных игр в сентябре 1992 его сменил Виктор Кузнецов, и Гусев вернулся в детско-юношеский хоккей.